# Evolvulus pterocaulon
Evolvulus pterocaulon är en vindeväxtart som beskrevs av Stefano Moricand. Evolvulus pterocaulon ingår i släktet Evolvulus och familjen vindeväxter. Inga underarter finns listade i Catalogue of Life.